# Hemitriccus griseipectus
El titirijí ventriblanco (Hemitriccus griseipectus), también denominado tirano-todi de vientre blanco (en Perú), es una especie de ave paseriforme de la familia Tyrannidae perteneciente al numeroso género Hemitriccus. Es nativa de América del Sur, en la cuenca amazónica y noreste de Brasil.

## Distribución y hábitat
Se distribuye en la cuenca amazónica al sur del río Amazonas en Brasil hasta el este de Perú y norte de Bolivia; con una población aislada en el noreste brasileño.
Esta especie es considerada poco común en su hábitat natural: los estratos medio y bajo de forestas tropicales y subtropicales húmedas de baja altitud, de terra firme y de transición. Hasta los 850 m s. n. m.

## Descripción
Mide 11 cm de longitud y pesa entre 8 y 10 g. Presenta una configuración de  plumaje muy simple, primariamente verde oliva claro en las partes superiores y blanco ceniciento por abajo. El iris es pálido.

## Comportamiento
Es muy similar al de Hemitriccus zosterops. Es un ave inconspícua que permanece solitaria o en pares en una percha en el estrato medio del bosque, fácilmente ignorado si no se reconoce el canto del macho, repetido incansablemente.

### Alimentación
Esta especie busca su alimento en los estratos bajo y medio de la selva. Es fácil de ver, cuando comienza su llamado o cuando ejecuta un corto vuelo hasta el follaje cercano para capturar insectos.

### Vocalización
Este minúsculo pájaro tiene una vocalización potente; su canto simple, de dos o tres notas agudas es un sonido frecuente en las selvas de baja altitud de la Amazonia occidental. Es un staccato «kwidíp» dado en intervalos de dos a tres segundos, algunas veces variando para «kwididíp» o apenas «kip».

## Sistemática

### Descripción original
La especie H. griseipectus fue descrita por primera vez por la ornitóloga germano - brasileña Maria Emilie Snethlage en 1907 bajo el nombre científico Euscarthmus griseipectus; la localidad tipo es: «Alcobaça, Río Tocantins, Brasil».

### Etimología
El nombre genérico masculino «Hemitriccus» se compone de las palabras del griego « ἡμι hēmi» que significa ‘pequeño’, y « τρικκος trikkos»: pequeño pájaro no identificado; en ornitología, «triccus» significa «atrapamoscas tirano»; y el nombre de la especie «griseipectus» se compone de las palabras del latín «griseum» que significa ‘gris’, y «pectus, pectoris», que significa ‘pecho’.

### Taxonomía
Ha sido frecuentemente considerada como conespecífica con Hemitriccus zosterops, pero las dos presentan diferencias significativas en el plumaje y la vocalización. Hemitriccus zosterops fue dividida en H. zosterops y H. griseipectus siguiendo el Comité de Clasificación de Sudamérica (SACC) (2005).

### Subespecies
Según las clasificaciones del Congreso Ornitológico Internacional (IOC) y Clements Checklist/eBird se reconocen dos subespecies, con su correspondiente distribución geográfica:
- Hemitriccus griseipectus griseipectus (E. Snethlage, 1907) – sureste de Perú (Cuzco, norte de Puno) al norte de Bolivia (La Paz, Santa Cruz, Beni) y Amazonia central en Brasil, al sur del río Amazonas (centro de Amazonas hacia el este hasta el río Tocantins).
- Hemitriccus griseipectus naumburgae (J.T. Zimmer, 1945) – noreste de Brasil (Rio Grande do Norte al sur hasta Alagoas).[11]